# From the NULLL Void
From the NULLL Void ist ein Labelsampler des Post-Industrial- und Extreme-Doom-Unternehmens Nulll Records.

## Hintergrund
Der am 28. November 2003 veröffentlichte einzige Labelsampler des Unternehmens enthält 27 separate Stücke im MP3-Format, die eine Gesamtspielzeit von 4:42:08 Stunden haben. Die Gestaltung übernahm van Cauter selbst. Die Kompilation umfasst insbesondere Interpreten des Funeral Doom, Dark Ambient, Drone Doom und Noise. Nicht alle beteiligten waren im Voraus durch Veröffentlichungen mit Nulll Records verbunden. Der Labelinhaber Stijn van Cauter beteiligte sich mit den Solo-Musikprojekten Dance Nihil, Cold Aeon und Until Death Overtakes Me sowie als Bassist der Band In Somnis. Mehrere der beteiligten Interpreten waren und blieben weitestgehend unbekannt, wohingegen mit Interpreten wie Uncertainty Principle, Aidan Baker und Zaraza auch erfolgreiche Musiker des Extreme Doom und Post-Industrial an der Kompilation beteiligt waren.
From the NULLL Void erschien als einzige MP3-CD-ROM-Veröffentlichung des Labels Nulll Records. Die Kompilation mit mehr als 4 Stunden Musik beinhaltet 27 Titel in einer 320-kbps-Qualität. Die Kompilation enthält hinzukommend eine HTML-Datei mit der Titelliste und Links zu den Websites der beteiligten Künstler und Bands. Jede teilnehmende Band erhielt ein Exemplar. Zuzüglich wurden 250 Exemplare produziert. Einhundert Exemplare wurden verkauft. Weitere hundert Exemplare wurden als Zugabe zu regulären Bestellungen bei NULLL Records versandt. Und die verbleibenden 50 Exemplare wurden auf dem Festival Doomed Legions Fest verschenkt.

## Titelliste
1. Aidan Baker: Threnody I: Lamentation (Extract): 13:22
2. Anonymous Soul: Almost Alive: 16:14
3. Cold Aeon: Shapes: 15:42
4. Dance Nihil: Warm Death: 11:21
5. Darkened Soul: Glacial: 6:40
6. Endor: Sol Mortuus: 3:57
7. Eye of Phetkanha: Daybreak Denies Allwise: 3:41
8. Firma: Elephantosis: 6:49
9. Incandescence: Throwing Everything: 3:50
10. Insanity Reigns Supreme: The Fallen: 4:55
11. In Somnis: A Godess Reborn: 6:24
12. Nattefrost: Slaget Som Varede Evigt: 9:34
13. Nether: Drifting Grim Infinity: 12:17
14. Old Hag: Dreams in the Witch-House: 9:06
15. Sjaelvmord: Depression Never Ends: 13:20
16. Solicide: Le Royame Des Ombres: 23:46
17. Spirits of Gaia: Luna Occulta: 4:42
18. Surtur: Neurotic Fantasy: 5:40
19. Tanha: Moder Förfall: 7:18
20. The No-Tone Project: Set The Alarms: 6:06
21. Through the Valley: The Kiss: 9:32
22. Torture Wheel: Blood Mirror (Ambient Version): 11:24
23. Uncertainty Principle: The Chandrasekhar Limit: 17:07
24. Until Death Overtakes Me: Funeral Dance: 21:35
25. Voice Transmissions With the Deceased: A Silhouette Standing At The Door: 20:39
26. Wasaia: Su Vera II: 10:00
27. Zaraza: Infliction: 7:13